# 加山雄三&ハイパーランチャーズ
加山雄三&ハイパーランチャーズ（Kayama Yuzo & Hyper Launchers）は、1994年7月に結成された日本のエレキバンド。

## 概要
1994年7月、加山雄三を慕う島英二(ザ・ワイルドワンズ)を始めとするメンバーらにより結成された。バンド名等は、GS時代に加山が結成したザ・ランチャーズの流れを汲んでいる。
加山を中心とするギターテクニックによるインストゥルメンタルの曲を演奏することが多く、寺内タケシとブルージーンズに近い側面を持つ。

## メンバー
- 加山雄三（リードギター、ボーカル）
- 島英二（ギター、バンドリーダー）
- 植田芳暁（ドラムス）
- 柴山好正（ギター）
- 宮澤謙（ピアノ、キーボード、サウンドマスター）
- 山内薫（ベース）
- 脇山剛（シンセサイザー、レスリーオルガン）

## ディスコグラフィー
- 「鯛取る（たいとる）」（1996年7月5日）インディーズ・ハウス

ザ・サーフコースターズの中シゲヲが2曲にゲスト参加。
- 「永遠のギターキッズ」（1997年5月31日）インディーズ・ハウス

　加山雄三トリビュートアルバム。12曲目の『湘南ひき潮』のみ参加。
- 「LIFE」（1997年6月4日）ファンハウス

ボーナストラック収録の『ハイパーランチャーズのテーマ』は、定期公演を行っていたケネディハウスではよく演奏されていた。ハイパーランチャーズのテーマ
曲としては、この楽曲以外にも加山雄三の慶應大学生時代のバンド「カントリー・クロップス」でのテーマ『ワイルド・ウッド・フラワー』も演奏されていた。
- メジャー「鯛取る」（1997年6月21日）ファンハウス

オリジナル盤からDJピストン西沢らによるRe-Mixバージョン等3曲を外し、新たにリードギター抜きの「マイナスワン・トラック」6曲を追加収録したメジャーレーベルからの新装再発。
- 「鯛取る2（たいとるふたたび）」（2001年7月20日）ドリーミュージック